# Niels De Schutter
Niels De Schutter (Dendermonde, 8 agosto 1988) è un ex calciatore belga, di ruolo difensore.

## Caratteristiche tecniche
È un terzino destro.

## Statistiche

### Presenze e reti nei club
Statistiche aggiornate al 30 gennaio 2017.
| Stagione               | Squadra                | Campionato             | Campionato | Campionato | Coppe nazionali | Coppe nazionali | Coppe nazionali | Coppe continentali | Coppe continentali | Coppe continentali | Altre coppe | Altre coppe | Altre coppe | Totale | Totale | Totale |
| Stagione               | Squadra                | Comp                   | Pres       | Reti       | Comp            | Pres            | Reti            | Comp               | Pres               | Reti               | Comp        | Pres        | Reti        | Pres   | Reti   |        |
| ---------------------- | ---------------------- | ---------------------- | ---------- | ---------- | --------------- | --------------- | --------------- | ------------------ | ------------------ | ------------------ | ----------- | ----------- | ----------- | ------ | ------ | ------ |
| 2009-2010              | Eendracht Aalst        | D3                     | 0          | 0          | CB              | 2               | 0               |                    | -                  | -                  |             | -           | -           | 2      | 0      |        |
| 2010-2011              | Eendracht Aalst        | D3                     | 31         | 1          | CB              | 2               | 0               |                    | -                  | -                  |             | -           | -           | 33     | 1      |        |
| 2011-2012              | Eendracht Aalst        | D2                     | 28         | 1          | CB              | 0               | 0               |                    | -                  | -                  |             | -           | -           | 28     | 1      |        |
| Totale Eendracht Aalst | Totale Eendracht Aalst | Totale Eendracht Aalst | 59         | 2          |                 | 4               | 0               |                    | -                  | -                  |             | -           | -           | 59     | 2      |        |
| 2012-2013              | Ostenda                | D2                     | 30         | 2          | CB              | 5               | 1               |                    | -                  | -                  |             | -           | -           | 35     | 3      |        |
| 2013-2014              | Ostenda                | D1                     | 30         | 1          | CB              | 6               | 0               |                    | -                  | -                  |             | -           | -           | 36     | 1      |        |
| 2014-2015              | Ostenda                | D1                     | 28         | 2          | CB              | 2               | 0               |                    | -                  | -                  |             | -           | -           | 30     | 2      |        |
| 2015-2016              | Ostenda                | D1                     | 5          | 0          | CB              | 1               | 0               |                    | -                  | -                  |             | -           | -           | 6      | 0      |        |
| Totale Ostenda         | Totale Ostenda         | Totale Ostenda         | 93         | 5          |                 | 14              | 1               |                    | -                  | -                  |             | -           | -           | 107    | 6      |        |
| 2016-2017              | Waasland-Beveren       | D1                     | 13+4       | 0          | CB              | 1               | 0               |                    | -                  | -                  |             | -           | -           | 18     | 0      |        |
| 2017-2018              | Waasland-Beveren       | D1                     | 1          | 0          | CB              | 0               | 0               |                    | -                  | -                  |             | -           | -           | 1      | 0      |        |
| Totale carriera        | Totale carriera        | Totale carriera        | 170        | 7          |                 | 19              | 1               |                    | -                  | -                  |             | -           | -           | 189    | 8      |        |

## Palmarès
- Tweede klasse: 1

Ostenda: 2012-2013